# تشومة الصغيرة (حسيني)
تشومة الصغيرة (بالفارسية: چومه کوچک) هي منطقة سكنية تقع في إيران في قسم حسيني الريفي. يقدر عدد سكانها بـ 485 نسمة بحسب إحصاء 2016.